# (182223) 2000 YC2
(182223) 2000 YC2, também escrito como (182223) 2000 YC2, é um objeto transnetuniano (TNO) descoberto em 2000 que está localizado no disco disperso, uma região do Sistema Solar. O mesmo tem um diâmetro com cerca de 139 km, por isso existem poucas chances que possa ser classificado como um planeta anão, devido ao seu tamanho relativamente pequeno.

## Órbita
A órbita de (182223) 2000 YC2 tem uma excentricidade de 0.385, possui um semieixo maior de 58.802 UA. O seu periélio leva o mesmo a uma distância de 36.144 UA em relação ao Sol e seu afélio a 81.460 UA.

## Anexos

### Conexões do artigo
- Objeto transnetuniano
- 2000
- Disco disperso
- Sistema Solar
- Diâmetro
- Planeta anão
- Semieixo maior
- Unidade astronômica
- Periélio
- Sol
- Afélio